# Atterley
Atterley – wieś w Anglii, w hrabstwie Shropshire. Leży 23 km na południowy wschód od miasta Shrewsbury i 202 km na północny zachód od Londynu.